# Copa ATP
La Copa ATP (ATP Cup en idioma inglés y oficialmente), anteriormente Copa Mundial por Equipos (en inglés ATP World Team Cup), fue un torneo oficial de tenis de la Asociación de Tenistas Profesionales (ATP) que se celebra anualmente sobre pista dura previo al primer Grand Slam de la temporada (Abierto de Australia), con la participación de 24 equipos nacionales clasificados de acuerdo a la posición de su jugador №1 en la clasificación mundial.
El torneo se celebró anualmente desde 1978 hasta 2012 bajo el nombre de Copa Mundial por Equipos, y se consideraba la segunda competición por equipos más prestigiosa tras la Copa Davis. Fue rescatada en la temporada 2020, para dar inicio al calendario tenístico antes del primer Grand Slam del año, el Abierto de Australia. Se espera que el torneo recupere su sitial, aunque algunos tenistas como Novak Djokovic o Rafael Nadal ya han pedido que ambas competiciones por naciones se unan en una sola. La última competición por equipos nacionales organizada por la ATP fue la Copa ATP 2022, en la que el equipo de Canadá se alzó con la victoria.
- Se considera sucesor de este torneo a:
  - Masculino: Copa Davis
  - Femenino: Copa Billie Jean King

## Historia
El 1 de julio de 2018, el director de la ATP, Chris Kermode, anunció que tenía planes de organizar un torneo de tenis masculino por equipos, anunció que se produjo después de que la Copa Davis cambiara su formato seis meses antes. El torneo, que en el momento del anuncio tenía el nombre de World Team Cup, era similar al anterior ATP World Team Cup que se celebró en Düsseldorf de 1978 a 2012. Cuatro meses después, el 15 de noviembre, la ATP, junto a la Federación Australiana de Tenis, anunciaron que el torneo pasaría a llamarse ATP Cup, con veinticuatro equipos nacionales (6 grupos de 4 equipos) jugando en tres ciudades de Australia en preparación para el Abierto de Australia. Se decidió que tales ciudades fueran Sídney, Brisbane y Perth. Como consecuencia, la Copa Hopman fue eliminada del calendario debido al nuevo torneo.
El 7 de agosto de 2022, como resultado de que las tres ediciones tuvieron muy poca asistencia y estuvieron plagadas de problemas logísticos, junto con grandes pérdidas financieras y el desprecio por el evento por parte de fanáticos, jugadores, particularmente mujeres, y oficiales, Tennis Australia anunció que la Copa ATP se cerraría y sería reemplazada por una United Cup de género mixto a partir de 2023.

## Estructura del torneo

### Ediciones entre 1978 y 2012

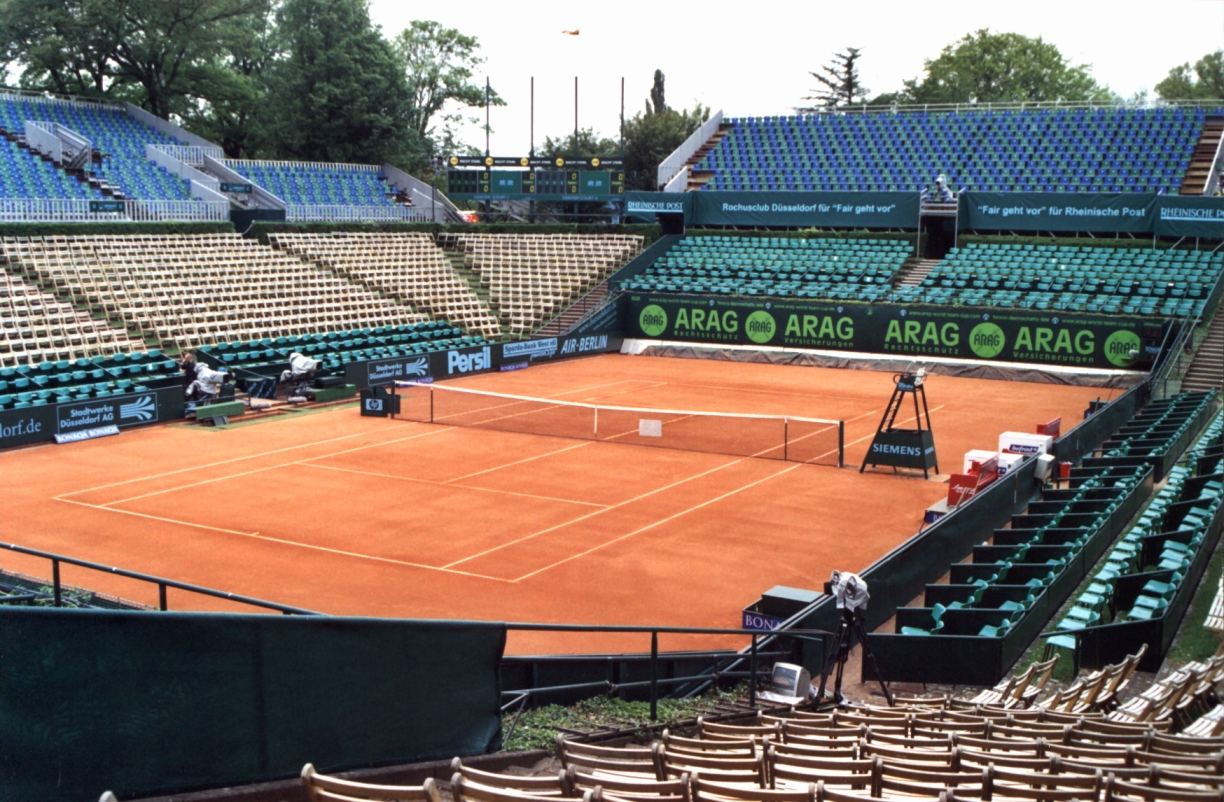
Court central I del Rochusclub en Düsseldorf, Alemania, donde se celebraron las ediciones hasta 2012.

La competición se disputaba en Düsseldorf, Alemania, sobre pistas de tierra batida. Competían ocho naciones cada año, que se determinaban a través de la suma de puntos de los dos primeros jugadores masculinos de cada país en el ranking ATP del año anterior, clasificándose las ocho naciones con mayor puntuación. 
Los ocho equipos participantes se dividían en dos grupos (azul y rojo). Los cuatro equipos de un grupo se enfrentaban entre sí en tres partidos (dos de individuales y uno de dobles). Los dos ganadores de cada grupo se clasificaban para la final, que se disputaba al mejor de tres partidos.

### Ediciones desde 2020
El torneo anual está organizado conjuntamente por la ATP y la Federación Australiana de Tenis. Se disputará durante 10 días en 3 ciudades de Australia.
Los 24 equipos se dividen en seis grupos de cuatro para la fase de grupos (round-robin). Los seis primeros de cada grupo y los dos mejores segundos se califican para la fase final. Cada serie comprenderá dos partidos de individuales y un partido de dobles. El país que gana dos partidos gana la serie. Se garantizará que cada país juegue tres series en la fase de grupos. Los partidos de individuales serán al mejor de tres sets con desempate (tie-break). El de dobles se disputará con puntuación sin ventaja y un superdesempate a 10 puntos (tie-break) en lugar de un tercer set.
La sesión matutina comienza a las 10 a. m., cuando se enfrentan los jugadores números 2 en un partido de individuales, al que sigue el partido entre los números 1. El partido de dobles, que se jugará incluso si un país ha ganado los dos individuales, concluye la sesión.
La sesión vespertina comienza a las 17:30 con el enfrentamiento entre los números 2, garantizándose que el partido entre los números 1 no comenzará antes de las 19. El partido de dobles concluye la sesión.

## Resultados
| Año  |                   | Campeón        |   |   | Subcampeón      |                   |
| ---- | ----------------- | -------------- | - | - | --------------- | ----------------- |
| 1978 |                   | España         | 2 | 1 | Australia       |                   |
| 1979 |                   | Australia      | 2 | 1 | Italia          |                   |
| 1980 |                   | Argentina      | 3 | 0 | Italia          |                   |
| 1981 |                   | Checoslovaquia | 2 | 1 | Australia       |                   |
| 1982 |                   | Estados Unidos | 2 | 0 | Australia       |                   |
| 1983 |                   | España         | 2 | 1 | Australia       |                   |
| 1984 |                   | Estados Unidos | 2 | 1 | Checoslovaquia  |                   |
| 1985 |                   | Estados Unidos | 2 | 1 | Checoslovaquia  |                   |
| 1986 |                   | Francia        | 2 | 1 | Suecia          |                   |
| 1987 |                   | Checoslovaquia | 2 | 1 | Estados Unidos  |                   |
| 1988 |                   | Suecia         | 2 | 0 | Estados Unidos  |                   |
| 1989 |                   | Alemania       | 2 | 1 | Argentina       |                   |
| 1990 |                   | Yugoslavia     | 3 | 0 | Estados Unidos  |                   |
| 1991 |                   | Suecia         | 2 | 1 | Yugoslavia      |                   |
| 1992 |                   | España         | 2 | 0 | República Checa |                   |
| 1993 |                   | Estados Unidos | 3 | 0 | Alemania        |                   |
| 1994 |                   | Alemania       | 2 | 1 | España          |                   |
| 1995 |                   | Suecia         | 2 | 1 | Croacia         |                   |
| 1996 |                   | Suiza          | 2 | 1 | República Checa |                   |
| 1997 |                   | España         | 3 | 0 | Australia       |                   |
| 1998 |                   | Alemania       | 3 | 0 | República Checa |                   |
| 1999 |                   | Australia      | 2 | 1 | Suecia          |                   |
| 2000 |                   | Eslovaquia     | 3 | 0 | Rusia           |                   |
| 2001 |                   | Australia      | 2 | 1 | Rusia           |                   |
| 2002 |                   | Argentina      | 3 | 0 | Rusia           |                   |
| 2003 |                   | Chile          | 2 | 1 | República Checa |                   |
| 2004 |                   | Chile          | 2 | 1 | Australia       |                   |
| 2005 |                   | Alemania       | 2 | 1 | Argentina       |                   |
| 2006 |                   | Croacia        | 2 | 1 | Alemania        |                   |
| 2007 |                   | Argentina      | 2 | 1 | República Checa |                   |
| 2008 |                   | Suecia         | 2 | 1 | Rusia           |                   |
| 2009 |                   | Serbia         | 2 | 1 | Alemania        |                   |
| 2010 |                   | Argentina      | 2 | 1 | Estados Unidos  |                   |
| 2011 |                   | Alemania       | 2 | 1 | Argentina       |                   |
| 2012 |                   | Serbia         | 3 | 0 | República Checa |                   |
| 2020 |                   | Serbia         | 2 | 1 | España          |                   |
| 2021 | Bandera de Rusia  | Rusia          | 2 | 0 | Italia          | Bandera de Italia |
| 2022 | Bandera de Canadá | Canadá         | 2 | 0 | España          | Bandera de España |

### Títulos por país
| #               | País                | Títulos | Segundo | Años campeón                 | Años segundo                                   |
| --------------- | ------------------- | ------- | ------- | ---------------------------- | ---------------------------------------------- |
| 1               | Alemania a          | 5       | 3       | 1989, 1994, 1998, 2005, 2011 | 1993, 2006, 2009                               |
| 2               | Estados Unidos      | 4       | 4       | 1982, 1984, 1985, 1993       | 1987, 1988, 1990, 2010                         |
| 3               | Argentina           | 4       | 3       | 1980, 2002, 2007, 2010       | 1989, 2005, 2011                               |
| 3               | España              | 4       | 3       | 1978, 1983, 1992, 1997       | 1994, 2020, 2022                               |
| 5               | Suecia              | 4       | 2       | 1988, 1991, 1995, 2008       | 1986, 1999                                     |
| 6               | Serbia b            | 4       | 1       | 1990, 2009, 2012, 2020       | 1991                                           |
| 7               | Australia           | 3       | 6       | 1979, 1999, 2001             | 1978, 1981, 1982, 1983, 1997, 2004             |
| 8               | Eslovaquia c        | 3       | 2       | 1981, 1987, 2000             | 1984, 1985                                     |
| 9               | República Checa c   | 2       | 8       | 1981, 1987                   | 1984, 1985, 1992, 1996, 1998, 2003, 2007, 2012 |
| 10              | Croacia b           | 2       | 2       | 1990, 2006                   | 1991, 1995                                     |
| 11              | Chile               | 2       | 0       | 2003, 2004                   | —                                              |
| 12              | Rusia               | 1       | 4       | 2021                         | 2000, 2001, 2002, 2008                         |
| 13              | Canadá              | 1       | 0       | 2022                         | —                                              |
| 13              | Francia             | 1       | 0       | 1986                         | —                                              |
| 13              | Suiza               | 1       | 0       | 1996                         | —                                              |
| 16              | Italia              | —       | 3       | —                            | 1979, 1980, 2021                               |
| Países extintos |                     |         |         |                              |                                                |
| †               | Checoslovaquia      | 2       | 2       | 1981, 1987                   | 1984, 1985                                     |
| †               | Yugoslavia          | 1       | 1       | 1990                         | 1991                                           |
| †               | Alemania Occidental | 1       | 0       | 1989                         | —                                              |

Notas: 
- a = Incluye en cursiva los títulos ganados por Alemania Federal.
- b = Incluye en cursiva los títulos ganados por Yugoslavia.
- c = Incluye en cursiva los títulos ganados por Checoslovaquia.
- † = País extinto.